# Przyjaciele na 33 obroty
Przyjaciele na 33 obroty – polski film dokumentalny z 2013 roku zrealizowany przez Grzegorza Brzozowicza, opowiadający o życiu i pracy artystycznej grafików Rosława Szaybo oraz Stanisława Zagórskiego.
Przy realizacji dokumentu zarejestrowano rozmowy ze współpracownikami grafików sprzed lat: Polakami, Brytyjczykami i Amerykanami. Szaybo i Zagórski byli autorami projektów okładek do płyt winylowych takich twórców jak: Czesław Niemen, The Rolling Stones, Aretha Franklin, Judas Priest, Elton John, Roy Orbison, Bob Marley, Janis Joplin, Simon & Garfunkel.